# Earl of Woolton

Wappen des Earls of Woolton

Earl of Woolton ist ein erblicher britischer Adelstitel in der Peerage of the United Kingdom.

## Verleihung
Der Titel wurde am 9. Januar 1956 für den britischen Geschäftsmann und Politiker Frederick James Marquis, 1. Viscount Woolton geschaffen.

## Nachgeordnete Titel
Zusammen mit dem Earlstitel wurde ihm 1956 der nachgeordnete Titel sind Viscount Walberton, of Walberton in the County of Sussex verliehen. Der Titel wird von dem ältesten Sohn des jeweiligen Earls als Höflichkeitstitel geführt.
Bereits am 7. Juli 1939 war dem 1. Earl der Titel Baron Woolton, of Liverpool in the County of Lancaster, und 2. Juli 1953 der Titel Viscount Woolton, of Liverpool in the County of Lancaster verliehen worden. Beide werden als nachgeordnete Titel des Earls geführt.
Alle genannten Titel gehören zur Peerage of the United Kingdom.

## Liste der Earls of Woolton (1956)
- Frederick James Marquis, 1. Earl of Woolton (1883–1964)
- Roger David Marquis, 2. Earl of Woolton (1922–1969)
- Simon Frederick Marquis, 3. Earl of Woolton (* 1958)

Aktuell existiert kein Erbe des Titels.